# SU-100Y (自走砲)
SU-100Yはソビエト連邦の駆逐戦車である。T-100Y、SU-130と呼ばれることもある。

## 概要
本車は量産が中止となったT-100多砲塔戦車の車体に海軍の130mm艦砲を搭載した自走砲である。
T-100は元々冬戦争においてSMK、KV-1と競合実験される予定だったが、T-100と同様の多砲塔方式を採用したSMKは早々に行動不能に陥り、その後スクラップとなった。これらの過程で単砲塔のKVの優越が証明されたため、T-100はまともに実戦に参加することなく、お払い箱になってしまった。
そこで3月1日よりT-100はSU-100Yに改修され、砲も車体も既成品であるため、3月14日には完成、早速冬戦争に投入される筈だったが、その翌日にフィンランドと休戦が成立したことでやはり実戦には参加できなかった。
その後モスクワの戦車部隊に配備された所までは確認されているが、独ソ戦など、実戦に関わったという記録は残っていない。

## その他
元となったT-100がそもそも試作の2輌しか存在せず、SU-100Yも1輌しか生産されていないが、これはクビンカ戦車博物館に現存している。
また130mm砲ではなく、152mm砲を搭載したT-100Zや、別の130mm砲を搭載したオブイェークト103も計画はされているが、これらは製図段階で終わっている。
元のT-100に比べて重量が増して、速度、行動距離も下がっている一方、エンジンを魚雷艇のものに換装した事で馬力は増強されている。
独ソ戦末期に現れるSU-100はT-34の車体を基に100mm砲を載せた自走砲であり、本自走砲と直接の関連はない。

## 登場作品
『War Thunder』（オンラインゲーム）
ソビエト連邦のランクIIIプレミアム車両として登場。
『World of Tanks』（オンラインゲーム）
ソ連駆逐戦車SU-100Yとして登場。
『World of Tanks Blitz』（オンラインゲーム）
ソ連駆逐戦車SU-100Yとして登場。
『トータル・タンク・シミュレーター』『Total Tank Simulator』
ソビエト連邦の重駆逐戦車SU-100Yとして登場。